# Ruisseauville
Ruisseauville ist eine französische Gemeinde mit 208 Einwohnern (Stand 1. Januar 2022) im Département Pas-de-Calais in der Region Hauts-de-France. Sie gehört zum Arrondissement Montreuil und zum Kanton Fruges.
Nachbargemeinden von Ruisseauville sind Coupelle-Neuve im Norden, Fruges im Nordosten, Canlers im Osten, Azincourt im Südosten, Planques und Avondance im Südwesten sowie Créquy im Westen.

## Bevölkerungsentwicklung
| Jahr      | 1962 | 1968 | 1975 | 1982 | 1990 | 1999 | 2009 |
| Einwohner | 157  | 142  | 147  | 148  | 147  | 121  | 157  |

## Sehenswürdigkeiten
- Abtei Rousseauville oder Notre-Dame de Beaulieu